# 上清站
上清站位于江西省鹰潭市贵溪市上清镇，建于1956年。距鹰潭站26公里，距厦门站668公里。现为四等站。客运办理旅客乘降、行李包裹托运，货运办理整车货物发到。